# クロラキドバクテリウム・テルモピルム
クロラキドバクテリウム・テルモピルム（Chloracidobacterium thermophilum）は、アキドバクテリウム門に属すグラム陰性の好熱性微好気性光従属栄養細菌である。この発見により光栄養細菌を含む門は6門に拡大した。
イエローストーン国立公園のローワーガイザー盆地オクトパス・スプリングの流出水路から採取された光合成微生物マットから分離された。太さ0.8～1.0、長さ2.5μm程度の桿菌。非運動性で鞭毛やガス胞を欠く。光合成の反応中心は光化学系I型で、光捕集系としてクロロソームとFMOタンパク質を持つ。バクテリオクロロフィルはa及びc。
炭素源及び窒素源としてアミノ酸などを含む培地で、44–58℃（最適51℃）、pH5.5–9.5（最適pH7）、光存在下で増殖する。炭酸固定経路は見つかっておらず、従属栄養的にのみ増殖する（ただし増殖に二酸化炭素必須）。光の無い条件下では、特定の培地でわずかに増殖が見られるだけである。多くの光合成細菌と異なり、藍色細菌と同様好気性（厳密には微好気性）だが、藍色細菌と異なり光合成の結果酸素を生成することはできない。
ゲノムサイズは369万5372塩基対、ORFは3054ヶ所。既知の炭酸固定経路や、いくつかの補酵素やアミノ酸の合成経路を欠いている。